# Тамсатчанан, Кавин
Кавин Тамсатчанан (тайск. กวินทร์ ธรรมสัจจานันท์; род. 26 января 1990, Бангкок), известный под прозвищем Тонг (тайск. ตอง) — таиландский футболист, вратарь. Известен также под прозвищем «Летающий Кавин» благодаря совершаемым сэйвам. Выпускник университета Вознесения, бакалавр бизнес-управления.

## Клубная карьера
Уроженец Бангкока, Кавин начинал свою карьеру в 2006 году в составе клуба «Раджпрача» Лиги 4 чемпионата Таиланда, дебютировал в её основном составе в 2007 году. В 2008 году чемпионы Второго дивизиона Таиланда «Маунгтонг Юнайтед» подписали юного игрока, и в первом же сезоне за новую команду Кавин помог «Юнайтед» выиграть титул чемпионов в Первом дивизионе. В сезоне 2009/10 «Муангтонг» дебютировал в Премьер-лиге и выиграл благодаря Кавину два титула подряд в 2009 и 2010 годах. В октябре 2010 года тренер сборной Таиланда Брайан Робсон, легендарный игрок «Манчестер Юнайтед», посоветовал тренеру вратарей «красных дьяволов» Эрику Стилу присмотреться к Кавину. Однако Кавин получил травму запястья и выбыл из строя на несколько месяцев, вследствие чего его просмотр в «Манчестер Юнайтед» так и не состоялся.
В начале сезона 2013 года во время матча за Кубок лунного Нового года Кавин столкнулся с ганским игроком Крисом Диксоном и получил перелом голени, из-за которого пропустил семь месяцев. После возвращения на поле во втором круге Премьер-лиги Таиланда Кавин в матче против клуба ТОТ получил травму плеча со смещением и заодно разрыв связок, что привело к преждевременному завершению сезона для него.
Кавин стал героем матча квалификации Лиги чемпионов АФК 2016 года против малайзийского «Джохора», парировав в серии пенальти все три удара игроков малайзийской команды и тем самым принеся победу своему клубу. Впрочем, его команда выбыла в следующем раунде, проиграв 3:0 китайскому клубу «Шанхай Теллэйс».

## Карьера в сборной
Кавин дебютировал на играх Кубка Короля 2010 года в матче против Сингапура, проходившем в провинции Накхонратчасима. При Винфриде Шефере Кавин выпал из состава и уступил место в воротах Синтавичаю Хатаираттанакулу. Он же был вратарём основного состава во время чемпионата АСЕАН 2012 года.
В составе сборной Таиланда до 23 лет, выступавшей на Играх Юго-Восточной Азии, Кавин завоевал золотую медаль и стал чемпионом Юго-Восточной Азии. Также он был знаменосцем Таиланда на церемонии открытия летних Азиатских игр 2014 года и капитаном сборной Таиланда до 23 лет. На летние Азиатские игры 2014 года Кавин был заявлен как один из игроков старше 23 лет. В 2014 году Кавин со сборной стал чемпионом АСЕАН, повторив это достижение через два года.

## Личная жизнь
Кавин — буддист по вероисповеданию. В сентябре 2013 года по совету буддистского монаха Вачирамети он добавил несколько букв в своё имя, которое стало переводиться как «Великий и могущественный человек», но произношение в целом не изменилось. Кавин дружит с бывшим капитаном сборной Панупонгом Вонгса, его кумир — Оливер Кан.

## Статистика выступлений
| Клуб             | Клуб              | Клуб             | Чемпионат | Чемпионат | Кубок          | Кубок          | Кубок Лиги | Кубок Лиги | Континент | Континент | Итого | Итого |       |
| Сезон            | Клуб              | Лига             | Игры      | Голы      | Игры           | Голы           | Игры       | Голы       | Игры      | Голы      | Игры  | Голы  |       |
| Таиланд          | Таиланд           | Таиланд          | Лига      | Лига      | Кубок Таиланда | Кубок Таиланда | Кубок Лиги | Кубок Лиги | АФК       | АФК       | Итого | Итого | Итого |
| ---------------- | ----------------- | ---------------- | --------- | --------- | -------------- | -------------- | ---------- | ---------- | --------- | --------- | ----- | ----- | ----- |
| 2006             | Раджпрача         | Лига 4           | 16        | 0         | 0              | 0              | 0          | 0          | 0         | 0         | 16    | 0     |       |
| 2013             | Муангтонг Юнайтед | Премьер-лига     | 2         | 0         | 0              | 0              | 0          | 0          | -         | -         | 2     | 0     |       |
| 2014             | Муангтонг Юнайтед | Премьер-лига     | 35        | 0         | 0              | 0              | 0          | 0          | 0         | 0         | 35    | 0     |       |
| 2015             | Муангтонг Юнайтед | Премьер-лига     | 29        | 0         | 5              | 0              | 1          | 0          | -         | -         | 35    | 0     |       |
| 2016             | Муангтонг Юнайтед | Премьер-лига     | 29        | 0         | 1              | 0              | 2          | 0          | 2         | 0         | 34    | 0     |       |
| 2017             | Муангтонг Юнайтед | Премьер-лига     | 15        | 0         | 0              | 0              | 0          | 0          | 6         | 0         | 21    | 0     |       |
| Итого за карьеру | Итого за карьеру  | Итого за карьеру | 126       | 0         | 6              | 0              | 3          | 0          | 8         | 0         | 143   | 0     |       |

### В сборной
| Сборная | Год   | Игры | Голы |
| ------- | ----- | ---- | ---- |
| Таиланд | 2009  | 2    | 0    |
| Таиланд | 2010  | 7    | 0    |
| Таиланд | 2011  | 3    | 0    |
| Таиланд | 2012  | 12   | 0    |
| Таиланд | 2013  | 1    | 0    |
| Таиланд | 2014  | 9    | 0    |
| Таиланд | 2015  | 6    | 0    |
| Таиланд | 2016  | 16   | 0    |
| Таиланд | 2017  | 5    | 0    |
| Таиланд | Итого | 61   | 0    |

## Достижения

### Клубные
- Чемпион Таиланда: 2009, 2010, 2012, 2016
- Победитель Первого дивизиона Таиланда: 2008
- Победитель Кубка Таиланда: 2010
- Победитель Кубка Таиландской лиги: 2016
- Победитель Суперкубка Таиланда: 2017

### В сборной
- Чемпион Игр Юго-Восточной Азии: 2013
- Чемпион АСЕАН: 2014, 2016
- Победитель Кубка Короля: 2016, 2017

### Личные
- Игрок символической сборной АСЕАН: 2012, 2014

## Государственные награды
- 2015:  Серебряная медаль ордена Дирекгунабхорн (7-й класс)[10]